# أزمة المياه

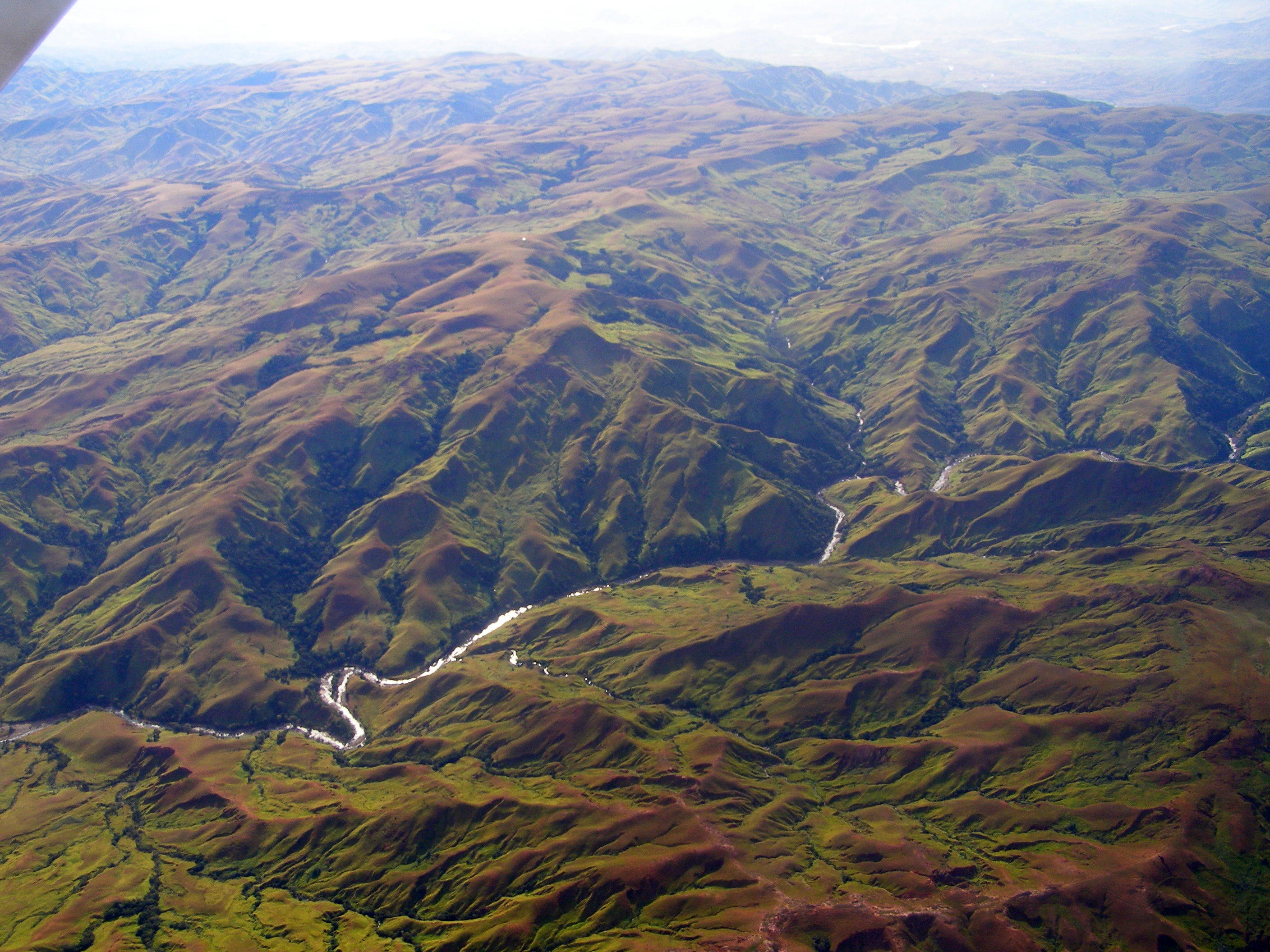
إزالة الغابات من هضبة مدغشقر الجبلية الواسعة أدت إلى التغرين وعدم الاستقرار في تدفقات الأنهار الغربية

أزمة المياه (بالإنجليزية: Water Crisis)‏ أو شح المياه (بالإنجليزية: Water Shortage)‏ هو مصطلح يشير إلى حالة الموارد المائية في العالم بحسب الطلب البشري عليها.
هذا المصطلح قد تم تطبيقه على حالة المياه في جميع أنحاء العالم من قبل الأمم المتحدة والمنظمات العالمية الأخرى.
والجوانب الرئيسية لأزمة المياه هي ندرة المياه الصالحة للاستعمال البشري  وتلوث المياه.
في عام 1990 م بلغ عدد الأشخاص الذين تمكنوا من الحصول على مصادر مياه صالحة للشرب 1.6 مليار شخص فقط في أرجاء العالم.
ونسبة الأشخاص في البلدان النامية الذين تمكنوا من الحصول على المياه الصالحة للشرب تحسن من 30 في المائة في عام 1970 م  إلى 71 في المائة في عام 1990 م، وإلى 79 في المائة في عام 2000 م وإلى 84 في المائة في عام 2004 م، بالتوازي مع ارتفاع عدد السكان. ومن المتوقع أن يستمر التحسن في هذا الاتجاه.
للأرض إمدادات محدودة من المياه العذبة، مخزنة في المياه الجوفية، والمياه السطحية والمياه في الغلاف الجوي للأرض.
يخطئ الناس بالقول أن المحيطات تحوي كمية كبيرة من المياه المتاحة، لأن كمية الطاقة اللازمة لتحويل المياه المالحة إلى مياه الشرب في أيامنا هذه باهظة جدا، الأمر الذي يفسر قلة إمداد العالم بالمياه الناتجة عن تحلية مياه البحر.

## مظاهر رئيسية لأزمة المياه
هناك العديد من المظاهر الرئيسية لأزمة المياه:
- عدم كفاية الحصول على المياه الصالحة للشرب لنحو 884 مليون نسمة.[8]
- عدم كفاية الحصول على مياه تستخدم للصرف الصحي لنحو 2.5 مليار نسمة [9]
- نضوب المياه الجوفية مما يؤدي إلى تناقص كبير في الغلال الزراعية.[10]
- الإفراط في تلوث موارد المياه وإلحاق الضرر بالتنوع الحيوي.
- الصراعات الإقليمية على الموارد المائية الشحيحة في بعض الأحيان مما يؤدي إلى نشوب الحروب.
- الأمراض المنقولة عن طريق المياه الجارية نظرا لعدم وجود مياه نظيفة في المنزل هي أحد الأسباب الرئيسية للوفاة في جميع أنحاء العالم، وهي السبب الرئيسي لوفاة الأطفال دون الخامسة.

في أي لحظة كانت، نصف أسرة المستشفيات في العالم يشغلها المرضى الذين يعانون من الأمراض المنقولة بالماء. ووفقا للبنك الدولي 88 في المائة من جميع الأمراض سببها مياه غير صالحة للشرب، وعدم كفاية المياه وسوء النظافة الصحية.
ويعد الجفاف سبب التوازن الهش لإمدادات المياه الصالحة للشرب، ولكن تصرفات البشر غير العقلانية قادتهم إلى موجات الجفاف الكبرى.
ركز تقرير للأمم المتحدة عام 2006 م على قضايا الحوكمة باعتبارها جوهر أزمة المياه، وورد فيه: «هناك ما يكفي من المياه للجميع» و«عدم كفاية المياه في كثير من الأحيان هي بسبب سوء الإدارة والفساد، وعدم وجود المؤسسات المناسبة، والجمود البيروقراطي ونقص الاستثمار في القدرات البشرية والبنية التحتية».

## الآثار الصحية الناجمة عن أزمة المياه

تقدير للأشخاص في البلدان النامية الذين تمكنوا من الحصول على مياه الشرب 1970 -2000

وفقا لآخر الإحصاءات من اليونيسيف ومنظمة الصحة العالمية، هناك ما يقدر بـ 884 مليون شخص محرومون من الماء الصالح للشرب، و2.5 مليار دون مياه تستخدم للصرف الصحي.
ونتيجة لذلك انتشار الأمراض والوفيات للأشخاص الذين يستخدمون موارد مياه ملوثة؛ هذه الآثار واضحة بشكل خاص للأطفال في البلدان الفقيرة، حيث أن 3900 طفل يموتون يوميا بسبب الإسهال وحده. وعندما يقال أنه يمكن حلولة دون حدوث هذه الوفيات بشكل عام، فإن الوضع أكثر تعقيدا، لأن الأرض تتجاوز القدرة الاستيعابية بالنسبة لحصول البشر على المياه العذبة وفي كثير الأحيان تعتبر التكنولوجيا المتقدمة علاجا شافيا، ولكن تكاليف التكنولوجيا الباهظة استبعدت عدداً من البلدان من الاستفادة من هذه الحلول. إذا كانت الدول الأقل تقدما تحاول الحصول على المزيد من الثروة، فسيؤدي إلى تخفيف المشكلة، ولكن الحلول المستدامة يجب أن تشمل كل منطقة في تحقيق التوازن بين السكان والموارد المائية وإدارة موارد المياه بشكل أمثل. على أية حال محدودية موارد المياه لا بد من الاعتراف بها إذا كان العالم يسعى لتحقيق توازن أفضل.

## الأضرار على التنوع البيولوجي
النباتات والحيوانات البرية تعتمد أساسا على المياه العذبة. الأهوار والمستنقعات ومنطقة حوض البحر الأبيض المتوسط من الواضح أنها معتمدة على الإمدادات المائية الدائمة، ولكن الغابات وغيرها من النظم البيئية في الأراضي المرتفعة تكون عرضة لخطر التغيرات في وفرة المياه. في حالة الأراضي الرطبة، مساحة كبيرة قد أخذت من الحياة البرية لتغذية المنازل بسبب التوسع السكاني. وكثير من الأماكن الأخرى عانت من انخفاض تدريجي لتدفق المياه العذبة بسبب تحويل مسارات مصادر المياه من أجل الاستخدام البشري. في سبع ولايات من الولايات المتحدة الأمريكية، ما يزيد على 80 في المئة من الأراضي الرطبة في الماضي امتلأت بالمياه في الثمانينيات، عندما صرح الكونجرس: «لا خسارة صافية» للأراضي الرطبة. في أوروبا وعلى نطاق واسع فقدت الأراضي الرطبة وما ينتج عنها من فقدان التنوع الحيوي. على سبيل المثال الكثير من المستنقعات في اسكتلندا قد استنزفت من خلال التوسع السكاني. على وسط الهضبة المرتفعة في مدغشقر، حدث تحول واسع أدى إلى القضاء على جميع النباتات في الفترة من 1970 م إلى 2000 م. إن الزراعة عن طريق القطع والحرق أدت إلى القضاء على حوالي عشرة في المائة من إجمالي الكتلة الحيوية إلى أرض جرداء قاحلة. وكانت هذه الآثار نتيجة الاكتظاظ السكاني وضرورة لإطعام الفقراء، ولكن الآثار السلبية على نطاق واسع تشمل تآكل الأهوار التي تنتج بدورها أنهاراً طينية تجري «حمراء» عقودا بعد إزالة الغابات. القضاء على كمية كبيرة من المياه العذبة الصالحة للاستعمال تسبب أيضا في تدمير معظم النظم البيئية النهرية في عدد كبير من الأنهار. العديد من أنواع الأسماك التي كانت مدفوعة إلى حافة الانقراض وبعض الشعاب المرجانية في المحيط الهندي فقدت على نحو شاسع. في تشرين الأول / أكتوبر 2008، حذر الرئيس والمدير التنفيذي السابق لشركة نستله بيتر برابيك ليتماث من أن إنتاج الوقود الحيوي سيزيد من استنفاد إمدادات المياه في العالم.

## السياسة والمياه
هناك ما يقرب من 260 نظم أنهار مختلفة في جميع أنحاء العالم، حيث توجد صراعات عبر الحدود الوطنية. بالرغم من وجود قواعد هلسنكي التي تساعد في تفسير حقوق المياه بين البلدان إلا أن هناك بعض الصراعات المريرة التي تتعلق بالبقاء، وهناك حروب تعتبر في بعض البلدان لا مفر منها. نهر دجلة ونهر الفرات مثال على الصراع حيث اختلاف المصالح الوطنية وحقوق جر المياه ولكن إجمالي الطلب على النظام النهري تجاوز الحد. في عام 1992 المجر وتشيكوسلوفاكيا تنازعتا على نهر الدانوب. هذه الحالة تمثل أقلية من النزاعات حيث المنطق والعدل قد تكون الطريق الصحيح لتسوية النزاعات. الصراعات الأخرى التي تشمل كوريا الجنوبية وكوريا الشمالية والاحتلال الإسرائيلي وفلسطين ومصر وأثيوبيا، تمثل صعوبة أكبر لتطبيق المفاوضات. القادة الدوليون، ولا سيما الرئيس التشيكي السابق فاتسلاف هافيل، أشار إلى أن إمدادات المياه النقية للشرب أمر أساسي لتحقيق السلام في الشرق الأوسط.

## لمحة عامة عن المناطق التي تعاني من آثار أزمة المياه

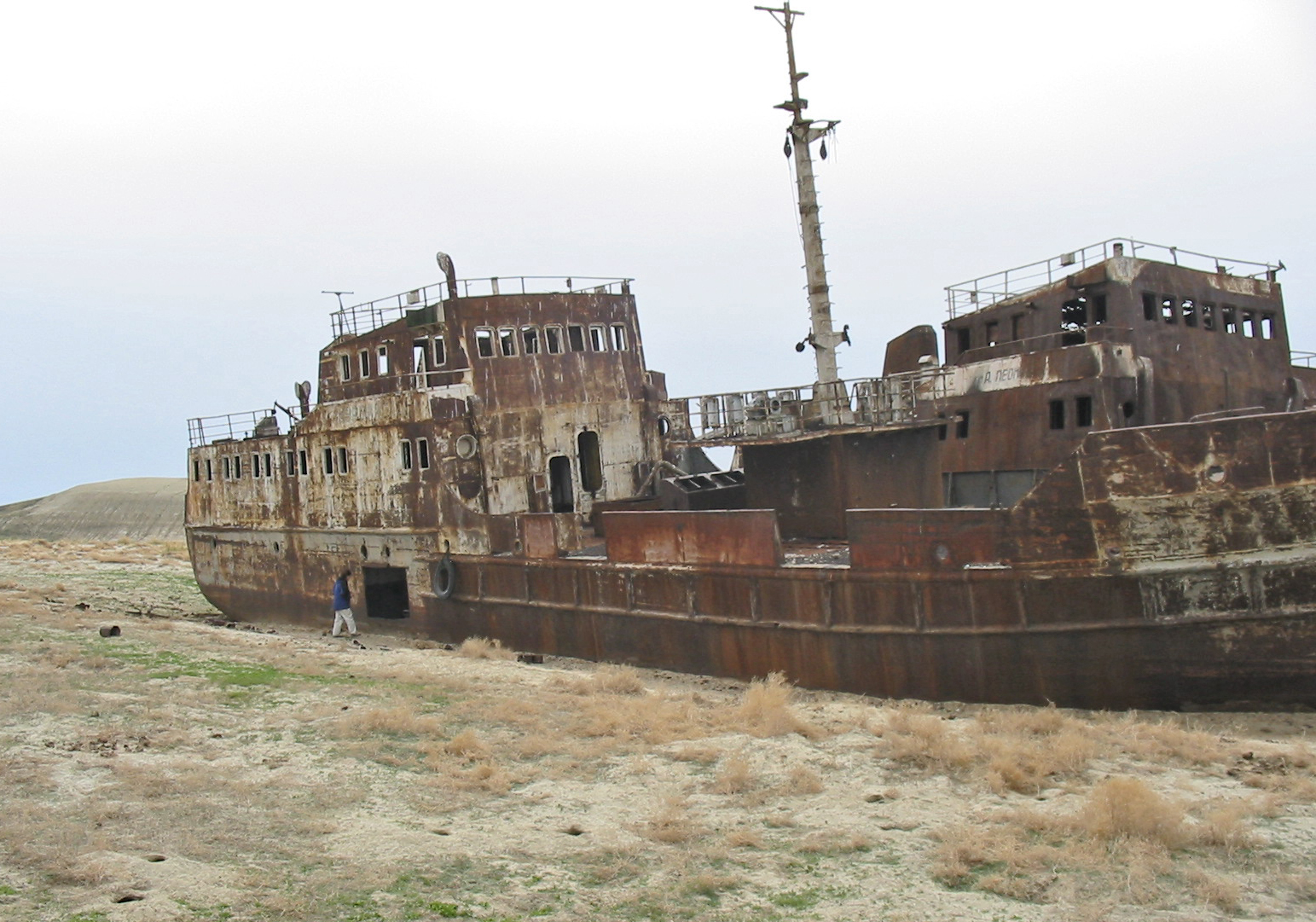
سفينة مهجورة بالقرب من بحر آرال في كازاخستان

هناك العديد من دول العالم الأخرى التي تأثرت بشدة في مجال الصحة البشرية وعدم كفاية مياه الشرب. وفيما يلي قائمة جزئية لبعض من البلدان التي لديها أعداد من السكان المتضررين والتي فقط من استهلاك المياه الملوثة:
- السودان 12.3 مليون شخص
- فنزويلا 5.0 مليون شخص
- زيمبابوي 2.7 مليون شخص
- تونس 2.1 مليون شخص
- كوبا 1.2 مليون شخص

وفقًا لقسم الموارد المائية في كاليفورنيا، إذا لم يتم العثور على إمدادات بحلول عام 2020، فإن المنطقة ستواجه عجزًا كبيرا يساوي الكمية المستهلكة اليوم. لوس أنجليس الساحلية صحراوية هي قادرة على دعم أكثر من مليون شخص من مياهها الخاصة؛ حوض لوس أنجليس هي من المدن الضخمة التي تمتد 220 ميل (350 كيلومترا) من سانتا باربارا إلى الحدود المكسيكية. التعداد السكاني للمنطقة من المتوقع أن يصل إلى 33 مليون بحلول عام 2020 أي سيرتفع من 21 مليون عام 2009. سكان ولاية كاليفورنيا ما زالوا ينمون بأكثر من مليون سنويًا ويتوقع أن يصل إلى 65 مليون في عام 2030 أي سيرتفع من 39 مليون من عام 2009. ولكن نقص المياه من المحتمل أن يحدث قبل ذلك الحين.
العجز في المياه، التي هي بالفعل تشجيع استيراد الحبوب من العديد من البلدان الصغيرة، يمكن أن تفعل الشيء نفسه في وقت قريب في الدول الكبرى، مثل الصين والهند. ومناسيب المياه الجوفية تهبط في العديد من البلدان (كما في شمال الصين والولايات المتحدة والهند) على نطاق واسع بسبب الإفراط في استخدام قوة وقود الديزل والمضخات الكهربائية. البلدان المتضررة الأخرى تشمل باكستان وإيران والمكسيك. وهذا سيؤدي في النهاية إلى ندرة المياه والتخفيضات في محصول الحبوب، وبالرغم من الإفراط في ضخ المياه من طبقات المياه الجوفية تعمل الصين على تطوير الحبوب. وعندما يحدث ذلك، فإنه من شبه المؤكد أن ترتفع أسعار الحبوب. أكثر من 3 مليارات نسمة من المتوقع أن تضاف إلى عدد سكان العالم بحلول منتصف هذا القرن والتي من المؤكد أنها ستضاف إلى البلدان التي تعاني بالفعل من نقص في المياه. وبدون انخفاض النمو السكاني سيكون من الصعب إيجاد حل عملي إنساني أو غير عنيف لهذا النقص الحاد في المياه.
بعيدا عن الصين والهند هناك مستوى ثان من البلدان الصغيرة ذات التعداد السكاني الكبير والعجز الكبير في المياه مثل الجزائر ومصر وإيران والمكسيك وباكستان. أربعة من هذه البلدان تستورد نسبة كبيرة من الحبوب. وتظل باكستان فقط مكتفية ذاتيا. ومع زيادة عدد السكان بها 4 ملايين في السنة، من المحتمل قريبا ظهور السوق العالمية للحبوب. وفقا لتقرير الأمم المتحدة حول المناخ، أنهار جليد بجبال الهيمالايا هي مصادر آسيا الأكبر وهي أنهار الجانج، اندوس، براهمابوترا، اليانغتسى، ميكونج، سالوين والأصفر—والتي يمكن أن تختفي بحلول عام 2035 مع زيادة درجات الحرارة. وما يقرب من 2.4 مليار نسمة يعيشون في حوض الصرف لانهار الهيمالايا. الهند والصين وباكستان وبنجلاديش ونيبال وميانمار سوف تعاني من فيضانات تليها موجات الجفاف في العقود المقبلة. في الهند وحدها، نهر الغانج يوفر مياه الشرب والزراعة لأكثر من 500 مليون شخص. والساحل الغربي لأمريكا الشمالية، التي تحصل على معظم مياهها من الأنهار الجليدية في سلاسل الجبال مثل جبال روكي وسييرا نيفادا، ستتأثر أيضا.
حتى الآن القسم الأكبر من أستراليا صحراوي قاحل وشبه قاحل وهو معروف باسم القسم النائي.
في يونيو/حزيران 2008 حذر فريق من الخبراء لفترة طويلة من أضرار بيئية شديدة لكامل حوض موراي دارلينج في أستراليا في حال لم تحصل على ما يكفي من المياه بحلول تشرين الأول/أكتوبر. القيود على المياه الموجودة حاليا في كثير من مناطق ومدن أستراليا تستجيب للنقص المزمن الناجم عن الجفاف. الخبير البيئي تيم فلانري الحائز على جائزة أسترالي العام 2007 توقع أنه ما لم تكن هناك تغيرات جذرية، فان مدينة بيرث في غرب أستراليا يمكن أن تصبح أول مدينة مهجورة في العالم لعدم وجود مياه للحفاظ على سكانها.

## رؤية مستقبلية

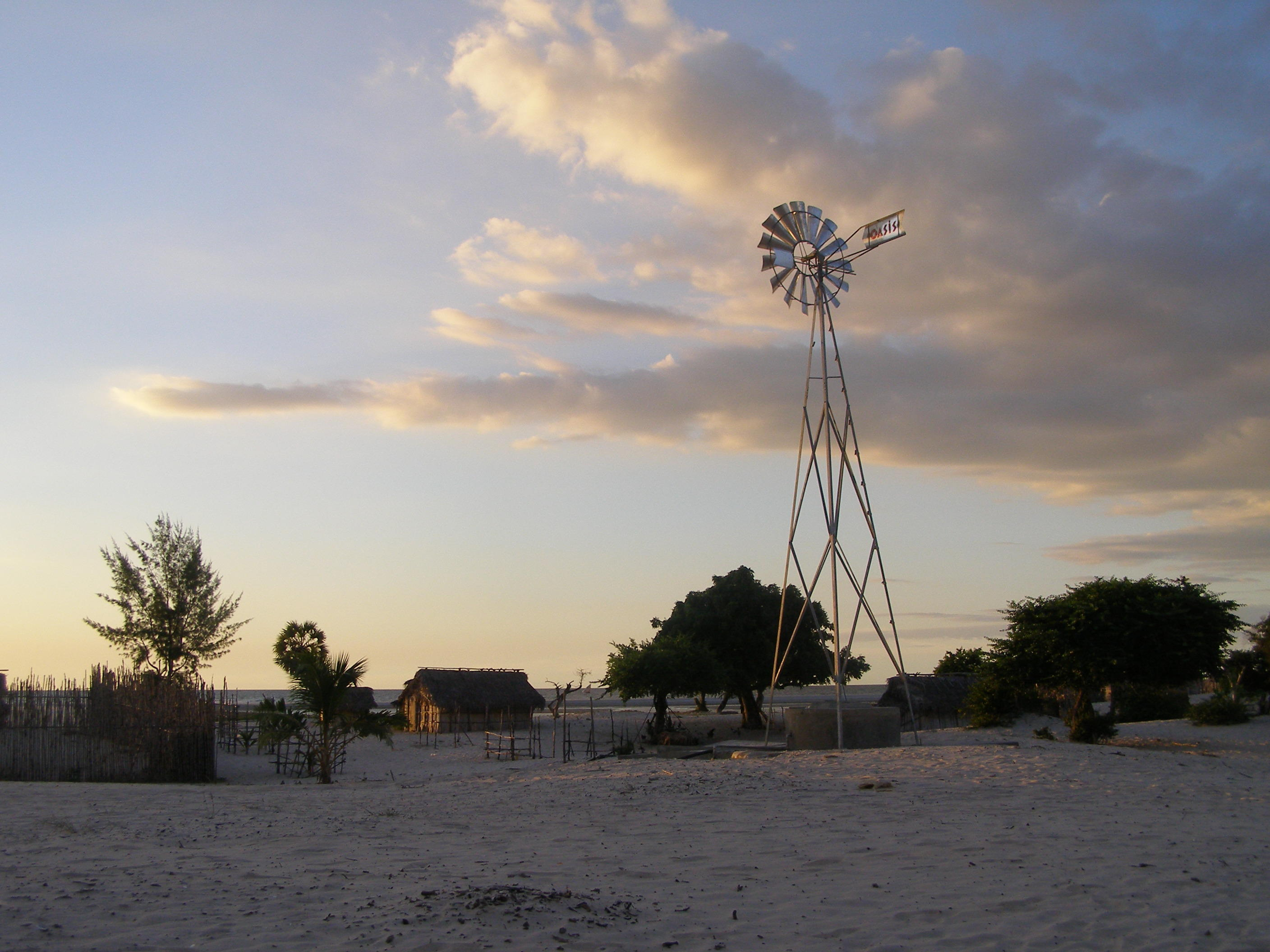
الرياح والطاقة الشمسية مثل هذا الشكل في قرية في شمال غرب مدغشقر يمكنها أن تحدث فرقا في إمدادات المياه المأمونة

بناء محطات معالجة مياه الصرف والحد من الإفراط في المياه الجوفية هي الحلول لمشكلة المياه العالمية، إلا أن نظرة أعمق تكشف عن مزيد من القضايا الأساسية الحالية. الحد من الإفراط من ضخ المياه الجوفية لا يحظى عادة بشعبية سياسية كبيرة، وله آثار اقتصادية على المزارعين علاوة على ذلك، فإن هذه الإستراتيجية ستؤدي إلى تخفيض الإنتاج الزراعي، وهو أمر لا يمكن للعالم تحمله، نظرا لحجم السكان في الوقت الحاضر. عند مستويات أكثر واقعية، يمكن للبلدان النامية أن تسعى إلى تحقيق معالجة مياه الصرف الصحي وتحليلها بعناية لتقليل التأثيرات السلبية على مياه الشرب والنظم البيئية. يمكن للبلدان المتقدمة النمو أن تتقاسم التكنولوجيا، بما فيها التقليل من التكلفة لمعالجة المياه المستعملة بل أيضًا المساهمة في أنظمة النقل والنمذجة الهيدرولوجية. على المستوى الفردي، الناس في البلدان المتقدمة يمكن أن تنظر إلى نفسها تحد من الاستهلاك المفرط، مما يقلل من الضغط على استهلاك المياه في جميع أنحاء العالم. البلدان المتقدمة والبلدان النامية يمكن أن تزيد من حماية النظم الإيكولوجية، وبخاصة الأراضي الرطبة والمناطق المطلة على البحر الأبيض المتوسط. هذه التدابير ليست فقط للحفاظ على النباتات والحيوانات، بل تؤثر أيضا على دورة المياه الطبيعية. وهناك أيضا مجموعة التقنيات الغير معقدة المحلية مثل سوديسا، أكوا - آيرو واتر سيستمز، واكوا دانيا، التي تتركز حول استخدام الطاقة الشمسية لتقطير الماء في درجة حرارة أقل من درجة الغليان. والفكرة هي أن أي مصدر للمياه يمكن تحليته.

## تحلية المياه

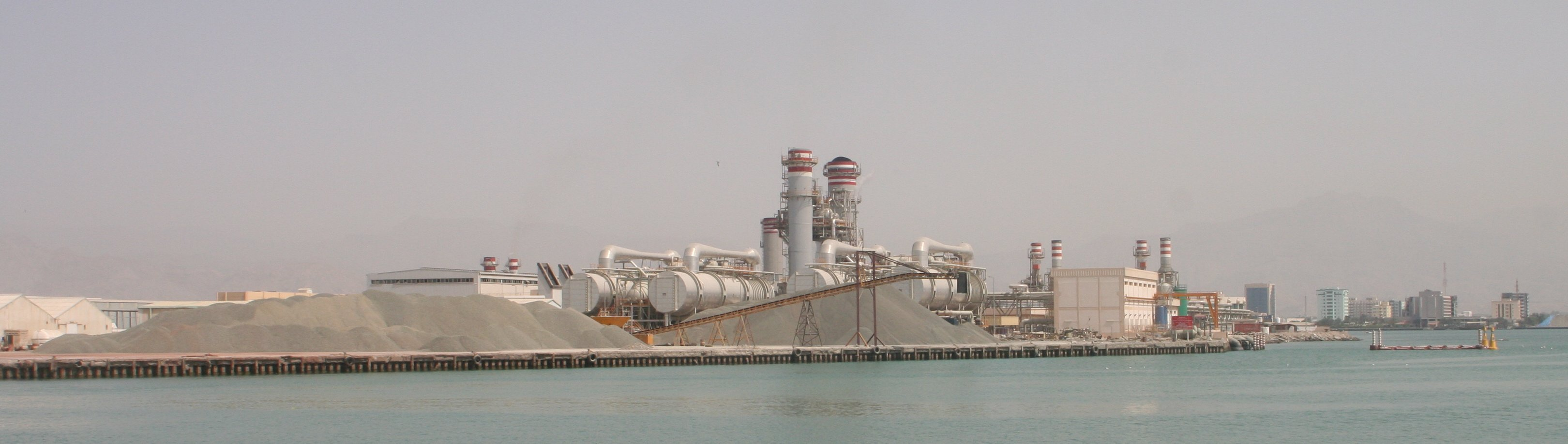
محطة تحلية المياه في رأس الخيمة.

هناك ابتكارات تكنولوجية جديدة تسهم في الحد من التكلفة الباهظة للتحلية، والعديد من البلدان بدأت في بناء محطات تحلية المياه باعتبارها عنصرا صغيرًا في معالجة أزمات المياه.
- سنغافورة تحلي المياه بتكلفة 49 سنتا أمريكيا للمتر المكعب [34] وكذلك تعالج مياه الصرف الصحي بطريقة التناضح العكسي من أجل الحصول على مياه الشرب والاستخدام الصناعي
- الصين والهند، وهما أكثر البلدان اكتظاظاً بالسكان تقومان بتحلية مياه البحر لتوفير جزء صغير من تلبية احتياجاتهم المائية [35][36]
- في عام 2007 كانت باكستان قد أعلنت خططًا لاستخدام تحلية المياه [37]
- أستراليا أيضًا تستخدم تحلية المياه [38]
- في عام 2007 وقعت برمودا عقدا لشراء محطة لتحلية المياه [39]
- أكبر محطة لتحلية المياه في الولايات المتحدة، هي في خليج تامبا في ولاية فلوريدا، والتي بدأت بتحلية 25 مليون غالون (95000 متر مكعب) من المياه يوميًا في كانون الأول / ديسمبر 2007.[40] وفي الولايات المتحدة تكلفة تحلية 1000 غالون هي 3.06 دولار، أو 81 سنتا للمتر المكعب.[41] وفي الولايات المتحدة، في كاليفورنيا وأريزونا وتكساس وفلوريدا تستخدم تحلية المياه لحصص صغيرة من إمدادات المياه.[42][43][44]
- بعد تحلية المياه في محافظة الجبيل في المملكة العربية السعودية تم ضخ المياه بمقدار 200 ميل (320 كيلومترا) إلى داخل الأراضي من خلال خط أنابيب إلى العاصمة الرياض.[45]
- نشرت صحيفة وول ستريت جورنال في 17 يناير/كانون الثاني مقالة تقول «في جميع أنحاء العالم، هناك 13080 محطات لتحلية المياه تنتج أكثر من 12 مليار غالون من المياه يوميا، وفقا لما ذكرته الرابطة الدولية لتحلية المياه.» [46]
- تتصدر السعودية دول العالم في إنتاج المياه المحلاة بإنتاج يتجاوز مليار وستة ملايين متر مكعب من المياه سنوياً بنسبة 18% من الإنتاج العالمي.[47]
- الهيئة السعودية للمياه تحافظ على مكانتها كأكبر منتج للمياه المحلاة في العالم، بإنتاج بلغ (1006.6) مليون متر مكعب، منها (495.3) مليون متر مكعب من محطات الساحل الشرقي بنسبة (49.2%)، و (511.3) مليون متر مكعب من محطات الساحل الغربي بنسبة (50.8%) من إجمالي تصدير المؤسسة.[47]
- محطة رأس الخير لتحلية المياه هي أكبر محطة لتحلية المياه في العالم، بقدرة تبلغ 900 ألف متر مكعب يوميًا.[48]
- حاملة طائرات عسكرية أمريكية تستخدم الطاقة النووية لتحلية 400000 غالون من الماء يوميا [49]
- إسرائيل تحلي المياه بتكلفة 53 سنتاً للمتر المكعب[50]
- الترشيد في استهلاك المياه هو الحل الأهم لأزمة المياه ولكن بالرغم من استخدام طاقات هائلة لتحلية المياه، وبالرغم من أعبائها الاقتصادية والبيئية، تعتبر تحلية المياه هي الحل الأخير (لكن هذه التكاليف تستمر بالهبوط).